# Drinkin' Songs: The Collection
Drinkin' Songs: The Collection è un EP della cantante e attrice canadese MacKenzie Porter, pubblicato nel 2020.

## Tracce
1. These Days – 2:53 (MacKenzie Porter, Jordan Sapp, Parker Welling)
2. Drinkin' Songs – 3:28 (Griffen Palmer, Lucas Nord)
3. About You – 2:57 (Cameron Montgomery, Corey Crowder, Michael Hardy, Sarah Buxton)
4. The One – 3:54 (Porter, Claire Douglas, Madison Kozak, Tom Douglas)
5. Drive Thru – 2:39 (Porter, Tommy English, Natalie Hemby)
6. Seeing Other People – 3:02 (Matt McGinn, Emily Falvey, Jason Afable)
7. These Days (Remix) – 3:17 (Porter, Sapp, Welling)